# Rue Berckmans
Pour les articles homonymes, voir Berckmans.
La rue Berckmans (en néerlandais : Berckmansstraat) est une voie située dans la commune bruxelloise de Saint-Gilles.

## Situation et accès
La rue Berckmans débute rue de Livourne et rue de la Bonté et se termine avenue Henri Jaspar.

## Origine du nom
La rue porte le nom de l'ancien propriétaire du terrain.

## Historique
La rue Berckmans est avec 70 bâtiments inscrits au patrimoine bâti riche en monuments architecturales. Les bâtiments sont davantage occupés par des bureaux d'administration qu'utilisés pour l'habitation.

## Bâtiments remarquables et lieux de mémoire
- Au numéro 22 de la rue (nl:Berkmanstraat), résida de 1877 à 1879 le photographe allemand Robert Severin (1839-après 1882-83), ancien partenaire de Louis-Joseph Ghémar et ami de Nadar, photographe de Cour des rois de la Belgique et des Pays-Bas [2].

- Au numéro 93 de la rue, résida l'écrivain Georges Rodenbach qui a écrit en ce lieu La Jeunesse blanche avant de monter à Paris où il a connu la gloire avec Bruges-la-Morte.